# Raffi Ahmad
Raffi Ahmad, cuyo nombre verdadero es Raffi Faridz Ahmad (Bandung, Java occidental, 17 de febrero de 1987), es un cantante, presentador de televisión y actor Indonesia.

## Biografía
El mayor de tres hermanos, seguido de sus hermanos Munawar Ahmad (alm) y Amy Qanita, comenzó su carrera como actor. En 2006, Melly Goeslaw, realizó un casting para el grupo vocal Bukan Bintang Biasa, también conocido como BBB, el cual Ahmad integró junto a Dimas Beck, Laudya Cinthya Bella, Ayushita y Chelsea Olivia Wijaya. Hasta la fecha, Raffi se ha involucrado en una serie de telenovelas, series de televisión y películas. Además de ser un actor, Raffi se converte en una estrella de los anuncios de su carrera, como presentadores y artistas intérpretes o ejecutantes.
A partir de un equipo de apoyo en su primer mecenas, Raffi ha repuntado en el período de zumbido en el que se convirtió en el protagonista de un film titulado Bunga Citra Lestari. Después de eso, Raffi participó constantemente en las telenovelas de la cadena televisiva FTV, dirigido para adolescente incluso en películas.

## Discografía

### Álbumes
- Kamulah Takdirku (2015)
- Rafathar (2017)

### Sencillos
- 2006: Let's Dance Together (junto a BBB con Melly Goeslaw)
- 2007: Bukan Bintang Biasa (junto a BBB)
- 2007: Jangan Bilang Tidak (Raffi Ahmad con Ayushita)
- 2007: Tergila - Gila
- 2008: Putus Nyambung (junto a BBB)
- 2009: Johan (Jodoh Di Tangan Tuhan) (Raffi Ahmad con Laudya Cinthya Bella)
- 2010: 50 Tahun Lagi (Raffi Ahmad con Yuni Shara)
- 2011: Cinta Ini (Raffi Ahmad con Yuni Shara)
- 2011: 1,2,3 (Raffi Ahmad junto a Yuni Shara con Kevin & Cello)
- 2012: CH2 (Cinta Hati - Hati) (Melly Goeslaw con BBB)
- 2013: Air Dan Api
- 2014: Bukan Rama Shinta
- 2014: Kamulah Takdirku (con Nagita Slavina)
- 2015: Masih (con Nagita Slavina)
- 2015: Terbaik Untukmu (cover TIC band)
- 2015: Let's Talk About Love (con Nagita Slavina)
- 2015: Jika con Nagita Slavina)
- 2015: Menikahimu (con Nagita Slavina)
- 2015: Lepaskan Saja
- 2015: Pesawat Terbang
- 2016: Penerus Darahku
- 2017: Buka Puasa (con Nagita Slavina)
- 2017: Mati Bersamamu (con Nagita Slavina
- 2017: Takdir Manusia (con Nagita Slavina)
- 2017:* Heey Yoo Rafathar (con Nagita Slavina)

## Telenovelas
- Tunjuk Satu Bintang
- Senandung Masa Puber
- Aku Ingin Hidup
- Tikus dan Kucing Mencari Cinta
- Me VS High Heels The Series
- Ada Cinta di Lantai 9
- Asyiknya Pacaran
- Bisikan Dari Atas
- Rebut Matahariku
- Juragan Jengkol
- Olivia
- Romantika Remaja
- Andai Ku Tahu
- Janji Cinta
- Doo Bee Doo
- Dimas Dan Raka
- Tarzan Cilik
- Baim Anak Sholeh
- Buku Harian Baim
- Koboi Cabe Rawit
- Mendadak Alim
- Titip Rindu
- Bintang Untuk Baim
- Baim Jaim
- Arti Sahabat
- Dia atau Diriku
- Putri Nomor 1
- I-KTP (2017)
- Kecil - Kecil Mikir Jadi Manten (2017)

## Sitcoms
- Extravaganza ABG
- OKB
- RANS Family

## Filmografía
- Ada Hantu di Sekolah (2004)
- Me vs High Heels (2005)
- Panggil Namaku Tiga Kali (2005)
- Cinta Pertama (film) (2006) (sebagai cameo)
- Bukan Bintang Biasa (2007)
- Love is Cinta (2007)
- 40 Hari Bangkitnya Pocong (2008)
- Liar (2008)
- Asoy Geboy (2008)
- Barbie (sebagai sutradara) (2010)
- Rumah Tanpa Jendela (2011)
- Virgin 3 (2011)
- Get Married 3
- Pocong Kesetanan
- Olga & Billy Lost in Singapore
- Mencari Dory
- Rafathar (film 2017)
- The Secret: Suster Ngesot Urban Legend (film 2018)

## Programas de TV
- Akademi Fantasi Indosiar 2006 (Indosiar)
- Pesta Air (RCTI)
- Hip Hip Hura (SCTV)
- Ekspresi (Indosiar)
- Musik By Request (SCTV)
- Musik Kolaborasi (SCTV)
- Dahsyat (RCTI)
- Kemilau Mandiri Fiesta (RCTI)
- Dahsyatnya Sahur (RCTI)
- Rafi Wkwkwk (Global TV)
- OMG (ANTV)
- 3 Dekade (Trans TV)

## Anuncio
- Ardilles
- Frozz
- C59 T-shirt
- Kit Kat
- Iebe
- Esco
- Suzuki Spin
- XL
- Kopi Ginseng Kukubima
- Suzuki New Swift Facelift
- Pixcom
- Oli Top 1 Action Matic

## Logros
- SCTV Award 2006: Aktor Ngetop
- Bali International Film Festival 2007: Best Soundtrack (Ost. Bukan Bintang Biasa)
- Panasonic Awards 2007 : Nominator Aktor Terfavorit
- Indonesia Kids Choice Awards 2008: Nominator Aktor Pria Favorit
- Indonesia Kids Choice Awards 2008: Nominator Wannabe Award
- Panasonic Awards 2009: Nominator Presenter Musik Variety Show Terfavorit
- Dahsyatnya Awards 2009: Nominator Grup/Duo Terdahsyat {BBB)
- Indonesia Kids Choice Awards 2009: Aktor Pria Favorit
- Indonesia Kids Choice Awards 2009: Nominator Pembawa Acara Favorit
- Indonesia Kids Choice Awards 2009: Nominator Wannabe Award
- Panasonic Gobel Awards 2010: Nominator Presenter Musik Variety Show Terfavorit
- Indonesia Kids Choice Awards 2010: Nominator Aktor Favorit
- Indonesia Kids Choice Awards 2010: Nominator Pembawa Acara Favorit
- Insert 7th Anniversary: The Best Celebrity Couple 2010 (with Yuni Shara)
- Dahsyatnya Awards 2011: Nominator Grup/Duo Terdahsyat (with Yuni Shara)
- Awarding Night LA Lights Indie Movie 2011: Best Movie 'Bikin Film Bareng Artis' (Barbie)
- Panasonic Gobel Awards 2011: Nominator Presenter Musik Variety Show Terfavorit
- Slot Thailand
- Akun Pro Jepang